# Mary Robinette Kowal

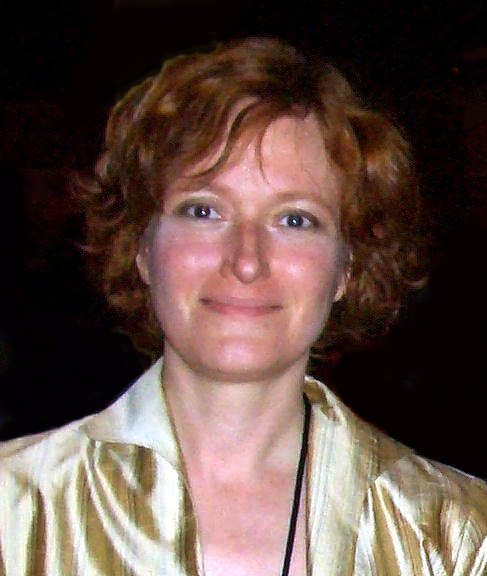
Mary Robinette Kowal 2008

Mary Robinette Kowal, gebürtige Mary Robinette Harrison (* 8. Februar 1969 in Raleigh, North Carolina) ist eine US-amerikanische Schriftstellerin und Puppenspielerin.
Sie war seit 2010 Artdirektor des Shimmer Magazine von Weird Tales sowie von 2008 bis 2010 Schriftführerin und anschließend bis Juni 2012 Vizepräsidentin der Science Fiction and Fantasy Writers of America. Im Jahr 2008 erhielt sie den John W. Campbell Award for Best New Writer und 2019 wurde The Calculating Stars mit dem Hugo Award und dem Nebula Award als „Bester Roman“ ausgezeichnet.

## Leben
Kowal war seit 1989 als professionelle Puppenspielerin unter anderem für das „Center for Puppetry Arts“, die „Jim Henson Productions“ und ihre eigene Produktionsgesellschaft „Other Hand Productions“ tätig. Sie wirkte in Island an zwei Staffeln der Kinderfernsehserie LazyTown mit. 2012 nahm sie an einem Sesame Puppetry Workshop teil.
Kowals literarisches Werk umfasst unter anderem For Solo Cello, op. 12, (Cosmos Magazine neu aufgelegt in Science Fiction: The Best of the Year, 2008 Edition,) das für den Nebula Award 2007 nominiert wurde. Ihre Werke wurden unter anderem auch in Talebones Magazine, Strange Horizons, Apex Digest veröffentlicht. Ihr Debütroman Shades of Milk and Honey war 2010 für den Nebula Award nominiert. Zwei ihrer Kurzgeschichten waren für den Hugo Award nominiert: Evil Robot Monkey 2009 und For Want of a Nail, Preisträger 2011. Die Nominierung ihrer Erzählung The Lady Astronaut of Mars für den Hugo Award 2013 wurde nicht zugelassen, weil die Erzählung nur als Teil eines Audiobuches veröffentlicht worden war. Nach ihrer späteren Veröffentlichung in Textform gewann sie im Jahr 2014 den Hugo Award in der Kategorie „Best Novelette“ (Beste Erzählung). 2019 schließlich gewann sie mit The Calculating Stars den Hugo in der Kategorie „Bester Roman“. 2022 wurde sie mit dem Skylark Award ausgezeichnet.
2009 spendete sie ihr Archiv dem Rare Books & Special Collections Department der Northern Illinois University.
Nach mehreren Gastauftritten im Podcast Writing Excuses wurde sie mit dem Beginn der sechsten Staffel 2011 Mitglied der Stammbesetzung.

## Veröffentlichungen
Glamourist History
- Shades of Milk and Honey. Tor Books, 2010, ISBN 978-0-7653-2556-3.
- Glamour in Glass. Tor Books, 2012, ISBN 978-0-7653-2557-0.
- Without a Summer. Tor Books, 2013, ISBN 978-0-7653-3415-2.
- Valour and Vanity. Tor Books, 2014, ISBN 978-0-7653-3416-9.
- Of Noble Family. Tor Books, 2015, ISBN 978-0-7653-7836-1.

Die fünf Romane wurden 2018 von Tor zusammen unter dem Titel The Complete Glamourist Histories mit der ISBN 978-1-250-29358-9 veröffentlicht. Zu der Serie gehört auch die Kurzgeschichte:
- Deleted Scene from Valour and Vanity. In: Brandon Sanderson u. a. (Hrsg.): Altered Perceptions. Fearful Symmetry, 2014.

Lady Astronaut
- The Calculating Stars. Tor Books, 2018, ISBN 978-0-7653-7838-5.

Die Berechnung der Sterne. Piper, München, 2021, ISBN 978-3-492-70597-4.
- The Fated Sky. Tor Books, 2018, ISBN 978-0-7653-9894-9.

Für die Sterne bestimmt. Piper, München, 2022, ISBN 978-3-492-70734-3.
- The Relentless Moon. Tor Books, 2020, ISBN 978-1-250-23695-1.

Zu der Serie Lady Astronaut gehören außerdem fünf Kurzgeschichten:
- The Lady Astronaut of Mars.[20] maryrobinettekowal.com, 2013.

Die Marsianerin. In: Hans Jürgen Balmes u. a. (Hrsg.): Jenseits von Raum und Zeit: Phantastische Literatur im 21. Jahrhundert. S. Fischer, Frankfurt am Main, 2019, ISBN 978-3-10-809117-0.
- We Interrupt This Broadcast. In: John Joseph Adams (Hrsg.): The Mad Scientist’s Guide to World Domination: Original Short Fiction for the Modern Evil Genius. Tor Books, 2013, ISBN 978-0-7653-2644-7.
- Rockets Red. In: Word Puppets. Prime Books, 2015, ISBN 978-1-60701-456-0.
- The Phobos Experience. In: C. C. Finlay (Hrsg.): The Magazine of Fantasy & Science Fiction. Spilogale, Juli–August 2018.
- Articulated Restraint. Tor Books, 2019, ISBN 978-1-250-24130-6.

weitere Romane
- Forest of Memory. Tor Books, 2016, ISBN 978-0-7653-8791-2 (Kurzroman).
- Ghost Talkers. Tor Books, 2016, ISBN 978-0-7653-7825-5.
- The Spare Man. Tor Books, 2022, ISBN 978-1-250-82915-3.

 Kinderbücher
- Molly on the Moon. Roaring Brook Press, 2022, ISBN 978-1-250-25961-5 (Kinderbuch, illustriert von Diana Mayo).

Sammlungen
- Scenting the Dark and Other Stories. Subterranean Press, 2009, ISBN 978-1-59606-267-2.
- Word Puppets. Prime Books, 2015, ISBN 978-1-60701-456-0.

als Herausgeberin
- The Hugo Award Showcase: 2010 Volume. Prime Books, 2010, ISBN 978-1-60701-225-2.

Kurzgeschichten (Auswahl)
- Just Right. In: The First Line. 2004.
- Rampion. In: The First Line. 2004.
- The Shocking Affair of the Dutch Steamship Friesland. In: The First Line. 2004.
- Portrait of Ari. In: Strange Horizons. 2006.
- Bound Man. In: Twenty Epics. 2006.
- Cerbo in Vitra ujo. In: Apex Digest. 2006.
- Locked In. In: Apex Digest. 2006.
- This Little Pig. In: Cicada. 2007.
- For Solo Cello, op. 12. In: Cosmos. 2007.
- Horizontal Rain. In: Apex Online. 2007.
- Death Comes But Twice. In: Honna Swenson, Patrick J. Swenson (Hrsg.): Talebones. Nr. 35, Fairwood Press, 2007.
- Some Other Day. In: Jason Champion (Hrsg.): All Possible Worlds. Zeta Centauri, 2007.
- Tomorrow and Tomorrow. In: Gill Ainsworth, Jason Sizemore (Hrsg.): Gratia Placenti: For the Sake of Pleasing. Apex Publication, 2007, ISBN 978-0-9788676-5-2.
- Suspension and Disbelief. In: Doctor Who: Short Trips: Destination Prague. 2007.
- Clockwork Chickadee. In: Clarkesworld Magazine. 2008.
- Scenting the Dark. In: Apex Online. 2008.
- Waiting for Rain. In: Subterranean Online. 2008.
- Chrysalis. In: Aoife’s Kiss. 2008.
- Evil Robot Monkey. In: The Solaris Book of New Science Fiction, Vol. 2. 2008.
- At the Edge of Dying. In: Clockwork Phoenix 2: More Tales of Beauty and Strangeness. 2009.
- Body Language. In: InterGalactic Medicine Show. 2009.
- The Consciousness Problem. In: Asimov's Science Fiction. 2009.
- First Flight. In: Tor.com. 2009.
- Ginger Stuyvesant and the Case of the Haunted Nursery. In: Talebones. 2009.
- Jaiden’s Weaver. In: Diamonds in the Sky: An Astronomical Anthology. 2009.
- Prayer at Dark River. In: Innsmouth Free Press. 2009.
- Ring Road. In: Dark Faith Anthology. 2010.
- The Bride Replete. In: Apex Online. 2010.
- Beyond the Garden Close. In: Apex Online. 2010.
- Typewriter Triptych. In: Sharable.net. 2010.
- For Want of a Nail. In: Asimov's Science Fiction. 2010 (Gewinner des Hugo Award für „Best Short Story“).
- Salt of the Earth. In: Redstone SF. 2010.
- American Changeling. In: Daily Science Fiction. 2010.
- Changement d’itinéraire (Changed Itinerary). In: Légendes. 2010.
- Birthright. In: 2020 Visions. 2010.
- Water to Wine. In: METAtropolis: Cascadiopolis. 2010.
- Kiss Me Twice. In: Asimov’s Science Fiction. 2011.